# 진공흡인 유방생검술
진공흡인 유방생검술(Vacuum Assisted Breast Biopsy, VAB)은 바늘을 이용해 유방의 일부분을 잘라 조직을 채취하는 검사법이다. 바늘은 홈이 패인 안쪽 바늘과 바깥쪽의 자르는 회전칼로 구성되며, 바늘 내에 진공의 음압을 가하여 조직 검사를 하는 동안 바늘을 빼지 않고 지속적인 조직 채취가 가능하다. 진공흡인 유방생검술은 흔히 편의상 ‘맘모톰 시술’로 불리지만, 맘모톰(Mammotome)은 정확하게는 시술 명칭이 아닌 진공흡인 유방생검술 최초의 검사장비 기기명이다. 현재 대한민국에는 맘모톰, 엔코, 벡스코어, 에이택 등의 기기가 대표적으로 사용되고 있다.

## 신의료기술 등재
진공흡인 유방생검술은 세 번째 도전 만에 신의료기술 등재에 성공했다. 2019년 8월 한국보건의료연구원(National Evidence-based healthcare Collaborating Agency, NECA)은 한국원자력의학원에 공문을 통해 '초음파유도하의 진공보조장치를 이용한 유방 양성병변 절제술'(이하 진공흡인 유방생검술)에 대한 안전성·유효성 평가결과를 통보했다. 결과에 따르면 제7차 신의료기술평가위원회(2019.7.26) 심의결과, 진공흡인 유방생검술은 유방 양성병변 환자의 병변을 제거하는데 있어 안전하고 유효한 기술로 심의되었다. 한국보건의료연구원은 “시술 관련 합병증 발생이 외과적 절제술과 유사해 안전한 수준”이라면서 “교과서 및 가이드라인에서 유방 양성병변의 제거를 위해 사용 가능한 기술로 언급돼 있고 환자 만족도가 높다”고 평가했다.

## 장점
진공흡인 유방생검술의 장점은 굵은 바늘을 이용하기 때문에 한 번에 많은 양의 조직을 채취할 수 있다는 점이다. 유방 종양의 크기가 적고 여러군데 생긴 미세석 회화 병변, 유관 내 병변 등의 조직검사 방법으로 흔히 사용되며, 최근에는 신의료기술로 인정받아 섬유선종과 같은 양성 혹을 제거하는 방법으로도 이용되고 있다. 또한 절개 흉터가 5-7mm로, 매우 작다는 장점이 있다.
진공흡인 유방생검술은 유방종양 진단과 제거에 대한 유용성과 안전성이 입증된 시술이다. 기존 검사는 종양의 일부를 떼어내 악성 여부를 판단한 후, 악성이면 별도의 수술을 통해 제거해야만 했다. 그러나 진공흡인 유방생검술은 평균 3-5분의 짧은 시간으로 유방 내 종양 전체를 떼어내 정확도 높은 검사를 할 수 있으며, 종양도 제거할 수 있다. 또한 최소한의 절개로 흉터는 물론 합병증을 줄일 수 있다. 시술한 종양의 크기는 2.0cm 이하가 약 89%, 3.0cm 이상이 3.1%로, 최근 사례가 증가하면서 3cm가 넘는 큰 양성종양까지도 시술이 가능해졌다.

## 진공흡인 유방생검기기 개발 배경
진공흡인 유방생검기기가 개발되기 전에는 악성종양이 의심되는 경우, 외과적 수술(유방절개 생검)을 통해 유방 조직을 채취했다. 그러나 유방절개생검은 조직검사까지 시간이 오래 걸리고 수술 흉터가 크게 남는다는 한계가 있었으며, 95%의 환자가 유방암이 아님에도 불구하고 외과적 수술을 받아야 했다. 이에 1994년 미국의 스티브 파커(Steve Parker) 박사가 최초의 진공흡인 유방생검기기 맘모톰을 개발·출시한다.

## 질환 및 시술의 증가
대한민국에서 유방암은 여성에게 발생하는 전체암 중 갑상선암에 이어 두 번째로 흔한 암으로, 2015년 유방암은 전체 여성암의 18.9%를 차지한다. 2000년 6,237명이었던 대한민국의 유방암 환자 수는 꾸준히 증가하여 2006년에는 12,115명이 발생하면서 2배에 이르렀다. 2015년 22,550명의 새로운 유방암 환자가 발생해 연간 유방암 발생자수는 2만 명을 넘어섰다.
최근 유방암에 대한 인식이 높아짐에 따라 유방암 정기 검진율도 함께 증가하고 있다. 2018년 대한민국의 유방암 수검률은 63.1%로, 위암(72.8%)에 이어 2위를 차지했다. 더불어 유방암(악성종양) 진단에 쓰이는 진공흡인 유방생검술을 받은 환자 수는 2017년 55,175명에서 2018년 162,763명으로 약 3배가량 증가한 것으로 나타났다.

## 시술 전 준비사항
아스피린이나 쿠마딘 등 항응고 제제를 복용하고 있는 경우, 시술 도중 출혈의 위험이 있으므로 해당 약을 일주일 정도 복용하지 않은 다음 시행해야 안전하다. 따라서 약을 처방받은 병원에서 해당 약을 잠시 중단해도 되는지 여부를 반드시 확인해야 한다.

## 시술 방법[1]
1. 병변 부위를 깨끗하게 소독한다.
2. 부분 마취제를 시술 부위에 주입한다.
3. 피부에 보통 4-5mm의 작은 절개를 낸 후 바늘을 넣고, 초음파를 본다.
4. 바늘을 유방내 병변 가까이 위치시킨다.
5. 진공을 이용하여 바늘 내에 패인 홈으로 조직을 당긴다.
6. 홈 내에 들어온 조직을 회전 칼날로 자른다.
7. 조직을 인체 밖으로 빼낸다.
8. 시술 후 꿰맬 필요는 없으며, 작은 접착밴드를 붙인다.
9. 전체 소요시간은 약 40분 정도이며, 시술 후 약 20분 정도의 지혈 및 안정 시간이 필요하다.

## 시술 후 주의사항
피부 절개 부위를 꿰매지 않고 작은 테이프를 붙이므로 염증이 생기지 않도록 주의해야 한다. 시술 후 3일 간은 목욕을 피해야 하며, 시술 후 일주일 정도는 격한 운동을 삼가 해야 한다. 시술한 당일은 사고의 위험이 있으므로 본인이 직접 운전하는 것은 피해야 한다. 출혈로 인해 멍이 들고 피가 뭉쳐 혈종이 생길 경우, 단단하게 만져질 수 있으나 대개 1-2주 내에 서서히 흡수가 된다. 시술 직후 시술 부위가 1-2일 내에 빠르게 부풀어 오른다면, 시술 부위에 출혈이 진행되는 신호일 수 있으므로 다시 병원을 방문해야 한다. 시술한 다음날부터 약 일주일간 약간의 뻐근함과 욱신거림이 있을 수 있다. 만약 진통이 심하다면, 약국에서 진통제를 구입해 복용해도 된다.

## 부작용
시술 과정 중이나 이후에 드물게 출혈, 혈종, 혈성 유두 분비, 통증, 감염 및 염증, 피부 열상 (피부가 갈라져 붙지 않는 것), 마취제 부작용 등이 있을 수 있다.

## 결과 확인
진공흡인 유방생검술은 영상의학과 전문의가 시행한다. 시행 후 결과는 검사일로부터 대개 7-10일 후 확인할 수 있다. 이때 결과 확인은 진료를 본 해당 진료과 의사 (유방외과 의사)에게 확인한다.